# Cobie Smulders
Jacoba Francisca Maria "Cobie" Smulders (sinh ngày 3 tháng 4 năm 1982) là nữ diễn viên với xuất thân là người mẫu người Canada, cô được biết đến rộng rãi nhờ vai diễn Robin Scherbatsky trong loạt phim truyền hình How I Met Your Mother và vai Maria Hill trong Vũ trụ Điện ảnh Marvel.

## Tiểu sử
Smulders được sinh ra tại Vancouver, British Columbia, là con gái của một người cha gốc Hà Lan và người mẹ gốc Anh. Tên của cô được đặt theo tên của bác cô, cũng là người mà cô đặt nghệ danh mình theo thành "Cobie".
Ban đầu Smulders tham gia trong ngành người mẫu, ngành mà theo cô từng chia sẻ là "ghét nó", cô nói thêm về trải nghiệm khiến mình lưỡng lự khi theo đuổi nghề diễn viên: "Bạn có biết khi tôi đi vào những căn phòng ấy và tôi có cho mình một trải nghiệm khó quên khi nhiều người đánh giá tôi chỉ bằng vẻ bề ngoài trong một khoảng thời gian rất dài và đôi lúc tôi cảm thấy mình đã vượt qua chuyện đó rồi. Nhưng rồi sau đó, tôi lại 'Ôi không, tôi lại phải trình diễn nữa rồi. Tôi phải làm thật tốt, và tôi phải có tiếng nói riêng cho riêng mình, và tôi phải biết suy nghĩ ngay từ bây giờ'".
Sau khi từ bỏ nghề người mẫu, cô đăng ký tại trường Đại Học Victoria để học ngành sinh vật hàng Hải. Trong suốt mùa hè đó, cô cũng tham gia các lớp học diễn và bắt đầu theo đuổi sự nghiệp diễn viên.

## Sự nghiệp

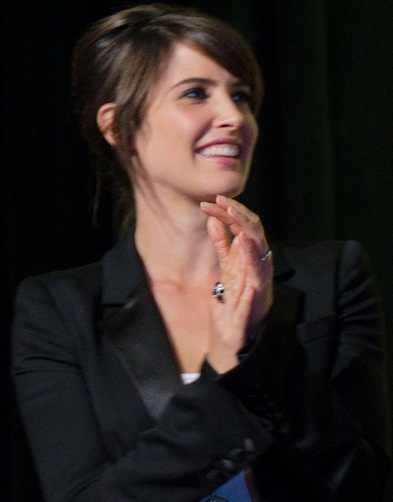
Smulders năm 2011.

Vai diễn đầu tiên của Smulders là khách mời trong bộ phim viễn tưởng khoa học Jeremiah và xuất hiện trong nhiều chương trình truyền hình khác như The L Word. Vai diễn cố định lâu dài đầu tiên của cô là ở bộ phim Veritas: The Quest chỉ kéo dài một phần.
Sau khi Veritas bị ngưng chiếu, Smulders được tuyển vai một biên tập viên truyền hình, Robin Scherbatsky trong loạt phim phim hài How I Met Your Mother vào năm 2005 và tiếp tục diễn cho đến hết 9 phần của bộ phim.
Trên sân khấu New York, cô trình diễn vở Love, Loss, and What I Wore từ 10 tháng 6 đến 27 tháng 6 năm 2010.
Smulders thể hiện vai Maria Hill trong bộ phim năm 2012 của Joss Whedon mang tên The Avengers. Cô tiếp tục vai diễn này trong buổi công chiếu phiên bản bộ phim truyền hình - Marvel's Agents of S.H.I.E.L.D. và một lần nữa trong bộ phim Captain America 2: Chiến binh mùa đông năm 2014, trước khi được thông báo tiếp tục vai diễn này lần nữa trong Avengers: Age of Ultron vào năm 2015. Whedon từng đề nghị đưa cô vai diễn Wonder Woman trong bản nháp của bộ phim cùng tên, nhưng không được đưa vào sản xuất. Thay vào đó, Smulders đã được lồng tiếng cho nhân vật Wonder Woman phiên bản Lego trong bộ phim hoạt hình đầu năm 2014 - The Lego Movie.
Năm 2013, Smulders có tham gia vai phụ trong bộ phim tình cảm Safe Haven. Cô cũng tham gia đóng vai trong bộ phim hài Delivery Man của Vince Vaughn ngay trong năm đó.
Vào tháng 7 năm 2015, cô được cho là đã rời khỏi bộ phim truyền hình Confirmation vì bị gãy chân; Zoe Lister-Jones sau đó đã được xác nhận sẽ thay thế cô trong vai Harriet Grant. Năm 2015, Smulders đóng vai chính trong bộ phim chính kịch Unexpected và bộ phim hài lãng mạn Results. Cô cũng xuất hiện trong bộ phim tài liệu Being Canadian và là diễn viên khách mời trong loạt phim tạp kỹ Best Time Ever của NBC với Neil Patrick Harris. Năm 2016, cô xuất hiện trong bộ phim hài kịch The Intervention có sự tham gia của Melanie Lynskey, Natasha Lyonne và Alia Shawkat cũng như bộ phim phiêu lưu hành động Jack Reacher: Never Go Back, bộ phim sau đóng cùng Tom Cruise. Smulders đã lồng tiếng khách mời trong loạt phim hoạt hình Animals (2016) của HBO và loạt phim hoạt hình Nature Cat (2017–2018) của PBS Kids.

## Đời tư
Smulders và nam diễn viên người Mỹ Taran Killam đã đính hôn vào tháng 1 năm 2009. Họ cưới nhau vào ngày 8 tháng 9 năm 2012 tại Solvang, California. Họ có với nhau một bé gái tên là Shaelyn Cado Killam (sinh ngày 14 tháng 5 năm 2009) và Joelle Killam (sinh ngày 4 tháng 1 năm 2015).
Smulders hiện đang ở tại Los Angeles, California.

## Danh sách phim

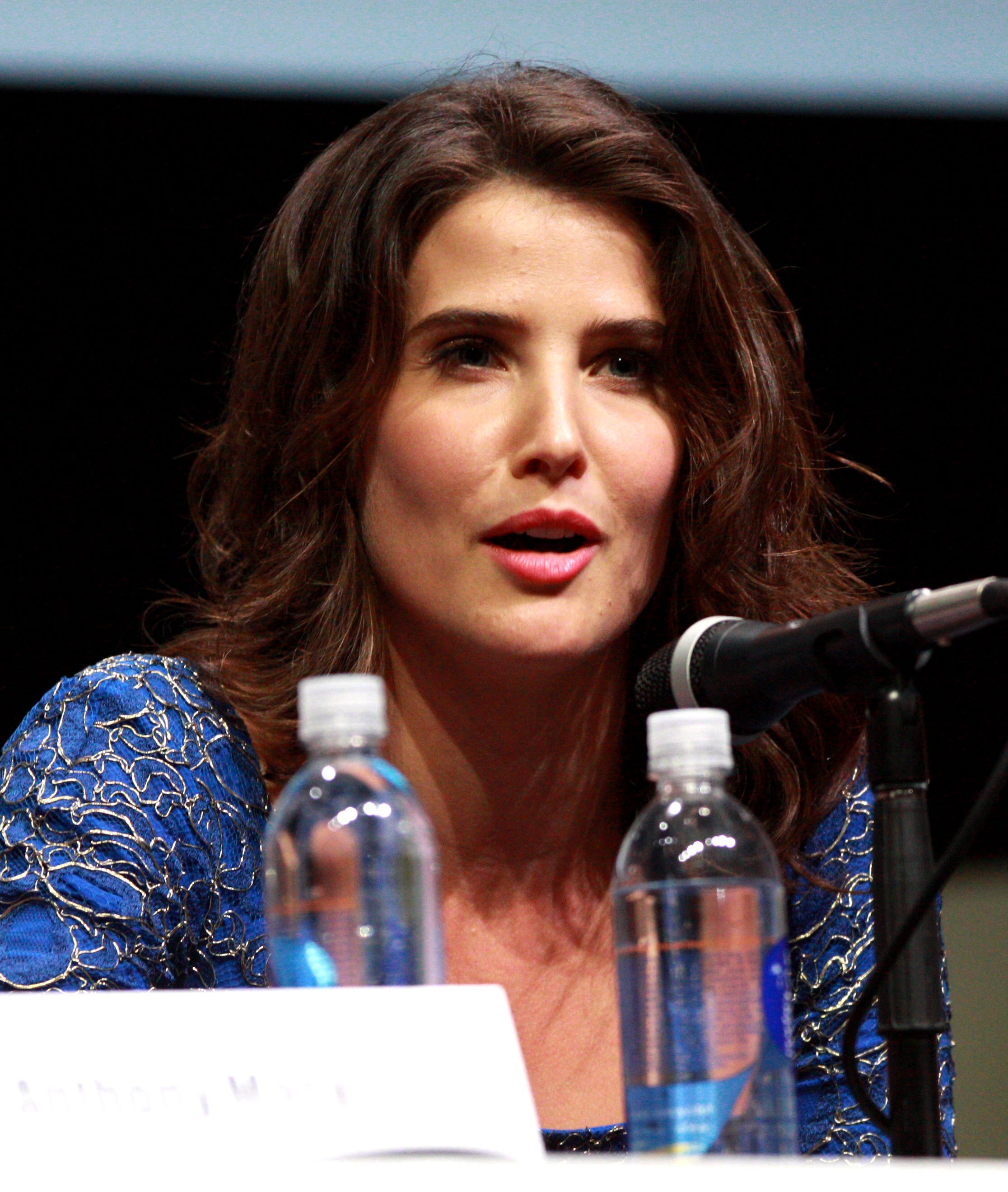
Smulders năm 2013

### Phim điện ảnh
| Năm  | Tên phim                             | Vai                       | Ghi chú   |
| ---- | ------------------------------------ | ------------------------- | --------- |
| 2004 | Walking Tall                         | Mắt kẹo                   |           |
| 2004 | Ill Fated                            | Mary                      |           |
| 2005 | The Long Weekend                     | Ellen                     |           |
| 2006 | Escape                               | Nữ tâm thần tóc nâu       | Phim ngắn |
| 2006 | Dr. Miracles                         | Bà Peterson               | Phim ngắn |
| 2007 | 28 Weeks Later                       | Martina                   | Phim ngắn |
| 2007 | The Storm Awaits                     | Anabella DeLorenzo        | Phim ngắn |
| 2009 | The Slammin' Salmon                  | Tara                      |           |
| 2012 | The Avengers                         | Đặc vụ Maria Hill         |           |
| 2012 | Grassroots                           | Clair                     |           |
| 2013 | Safe Haven                           | Carly Jo Wheatley         |           |
| 2013 | Delivery Man                         | Emma                      |           |
| 2014 | The Lego Movie                       | Wonder Woman (lồng tiếng) |           |
| 2014 | They Came Together                   | Tiffany                   |           |
| 2014 | Captain America: Chiến binh mùa đông | Agent Maria Hill          |           |
| 2015 | Avengers: Age of Ultron              | Agent Maria Hill          |           |
| 2016 | Never Go Back                        | Susan Turner              |           |
| 2016 | Intervention                         | Ruby                      |           |
| 2017 | Killing Gunther                      | Lisa                      |           |
| 2018 | Avengers: Infinity Wars              | Agent Maria Hill          |           |
| 2019 | Spider-Man: Far from Home            | Maria Hill                |           |

### Chương trình truyền hình
| Năm       | Tên chương trình          | Vai               | Ghi chú                       |
| --------- | ------------------------- | ----------------- | ----------------------------- |
| 2002      | Special Unit 2            | Zoe               | Trong tập: "The Wish"         |
| 2002      | Jeremiah                  | Deborah           | Trong tập: "Thieves' Honor"   |
| 2003      | Tru Calling               | Sarah Webb        | Trong tập: "Brother's Keeper" |
| 2003–2004 | Veritas: The Quest        | Juliet Droil      | Có mặt trong 13 tập           |
| 2004      | Smallville                | Shannon Bell      | Trong tập: "Bound"            |
| 2005      | Andromeda                 | Vợ của Rhade      | Có mặt trong 2 tập            |
| 2005      | The L Word                | Leigh Ostin       | Có mặt trong 4 tập            |
| 2005–2014 | How I Met Your Mother     | Robin Scherbatsky | Có mặt trong 208 tập          |
| 2010      | How to Make It in America | Hayley            | Trong tập: "Pilot"            |
| 2013–2014 | Agents of S.H.I.E.L.D.    | Đặc vụ Maria Hill | Có mặt trong 2 tập            |

## Giải thưởng và đề cử
| Năm  | Giải thưởng                  | Hạng mục                                                       | Tác phẩm              | Kết quả   |
| ---- | ---------------------------- | -------------------------------------------------------------- | --------------------- | --------- |
| 2013 | EWwy Award                   | Nữ diễn viên phụ xuất sắc nhất – Hài kịch                      | How I Met Your Mother | Đoạt giải |
| 2014 | People's Choice Award        | Favorite TV Gal Pals (shared with Alyson Hannigan)             | How I Met Your Mother | Đề cử     |
| 2017 | Theatre World Award          | Theatre World Award                                            | Present Laughter      | Honoree   |
| 2021 | Critics' Choice Super Awards | Nữ diễn viên chính xuất sắc nhất trong loạt phim siêu anh hùng | Stumptown             | Đề cử     |